# Менлијус (Њујорк)
Менлијус (енгл. Manlius) град је у америчкој савезној држави Њујорк.

## Демографија
По попису из 2010. године број становника је 4.704, што је 115 (-2,4%) становника мање него 2000. године.
| Група             | 2000.         | 2010.         |
| Белци             | 4.443 (92,2%) | 4.209 (89,5%) |
| Афроамериканци    | 49 (1,0%)     | 84 (1,8%)     |
| Азијати           | 201 (4,2%)    | 257 (5,5%)    |
| Хиспаноамериканци | 63 (1,3%)     | 85 (1,8%)     |
| Укупно            | 4.819         | 4.704         |